# 熊巫女
《熊巫女》，是吉元升目的日本漫畫作品，于Media Factory漫畫雜誌《月刊Comic Flapper》2013年5月號到2024年1月号连载。
由Kinema Citrus、EMT²負責動畫製作的電視動畫於2016年4月起陸續由AT-X等電視台開始播放。

## 故事簡介
日本東北地方深山的熊出村中有位巫女雨宿町，一心想要到都市的高中就讀，但因為對都市不熟悉以及不擅操作機械用品，而遭到所侍奉的熊那津的反對。為了能夠前往都市，町必須通過那津的考驗。

## 登場角色
※配音員為電視廣告／電視動畫，僅標示一人的為電視動畫配音。
雨宿町（聲：花澤香菜／日岡夏美）
14歲的中學二年級女學生，熊出神社的巫女。在村子裡備受尊崇，但是本人不以為意。
實際上是非常可愛的女孩，卻有著一種鄉下人的自卑感，在自卑感作祟時還會有嚴重的「被批評」的妄想。
由於村子過去傳說的關係，被誤為「獻祭」用的巫女，因此曾被小孩子問「和熊‘做’（性交）過嗎」。
憧憬都市生活，想要到都市的高中唸書，對於長年居住的鄉村抱著複雜的感情，常常將那津的考驗做字面上的解釋而鬧過不少笑話。
身為一位巫女，除了神具三神器外，還知道「現代家庭三神器：冰箱、電視、洗衣機」（基本指日本1950年代末期經濟復甦時代對前述基本家電的「稱號」）這種奇怪的知識，但完全不會使用前述的基本家電。
每隔一段時間就必須跳神樂舞祭祀山神，卻會把神樂舞換成瘦身操。一旦在神樂祭祀的期間跳瘦身操就會惹怒神明，輕微的話天氣變差，嚴重的話甚至會天打雷劈。
根據那津所言，町在小時候一旦進入夢眠狀態似乎能夠展現巫女的力量，最常做的就是預知；但是町把這種力量駁斥為「可疑的力量」，從根本上的不想接受；不過，事實上究竟是真的有神力，或是僅是單純夢遊、夢囈，還有待考證。
幫那津理毛的時候會用類似古代日本斬首場的圍幕將那津圍起，自稱是為了把自己跟神社隔絕起來以示尊重，但是還是造成那津一定上的恐懼。同時町會自稱銀座的神剪理髮師，但實際上理毛技術絕差，會將剪刀垂直那津的皮膚而不是平行，會直接剪到那津的肉，因此那津認為基本上和斬首無異。
平常除了學生服、睡衣外，大部分時候都身穿著具有阿伊努族風格的巫女服裝。
熊井那津（聲：山下誠一郎／安元洋貴）
自稱已閹割的雄性棕熊，町的監護人。喜歡吃壽司。是村子的神熊，除了熟人會叫名字外，不管幾代都被村人稱為「熊井大人」。
會說人話，且能讀寫文字，不過寫出的字由於自己是熊的關係而顯得潦草吃力。會使用各種機械產品，甚至熟悉人類現代生活。對町十分關心。
一次為了救在路上晕倒的町而不去冬眠，也因此村子结束了上百年的冬眠仪式。
由於擔心內向害羞且不擅操作機械用品的町無法適應都市的嚴苛生活，反對町去都市唸書；但在町的懇求下，定下了通過考驗就讓町去都市的約定。受婦女會的委託，要多嚇嚇那些調皮搗蛋的孩子。會和町玩類似接龍猜拳的遊戲，但因為是熊，玩剪刀石頭布時除了「布」以外沒辦法出別的拳，因此總是輸給町，不過還是很愛玩，不知道是不想讓町難過、還是本身對熊掌沒有自覺。
雨宿良夫（聲：興津和幸）
町的堂哥，25歲。熊出村區公所健康課活跳跳組的公務員，對自己的工作十分盡責。在松叔被町揍的同時，自己也難以倖免。有一台座椅被換成辦公沙發椅的腳踏車，坐起來很羞恥但實際上很舒服，被町撞壞。雖然平常是個樂天派，但實際上很清楚自己在做甚麼，會因為那津給町不合理的考驗而訓斥那津，因此看得出本人具有一定的魄力。對響的感情完全沒有自覺。
雨宿悅子（聲：南一惠）
良夫的母親，54岁。曾幫忙設計與製作巫女服裝。
雨宿富士（聲：谷育子）
町和良夫的奶奶。與町及那津同住。以前曾是熊巫女，町的巫女知識皆是由她所教。
酒田響（聲：喜多村英梨）
良夫的青梅竹馬，24歲。在小鋼珠店工作，以前是不良少女，外表穿著也像個不良少女，但認真打扮起來其實非常漂亮。似乎喜歡良夫，會因為他的事情而變成傲嬌，因此被上上代熊井大人榷三郎說很不坦白。自己也一直在注意良夫，時常旁敲側擊想吸引良夫的注意。
由於言行舉止粗魯，常造成町的害怕。會不爽町的笑容太少女，而對她使用頭槌。在和町於思夢樂購物買衣服時，因為町對思夢樂衣服研究的知識而產生友情，甚至認為町會成為「思夢樂之神」。實際上很喜歡町，也被町喜歡，不過兩個人都沒有說出來。
過去還是不良少女的時候，常常被帶到村子為了懲罰壞孩子所選定的山洞。山洞裡沒有電，當然也就沒有燈，村人會讓小孩與那津共同睡一晚、讓那津嚇嚇他們；根據那津所言，響進去的次數已經多到響完全無感了。
松叔（聲：內藤玲）
本名為小松龜次。興趣是釣魚和釀造米酒。會在酒後對町做出語言上的騷擾，因此常被町揍。
保田清里（聲：真中琴与）
良夫在熊出村區公所的同僚。目前26歲、單身。時常戴眼鏡，漫畫中沒有畫出脫下眼鏡後的樣子，固定的口頭禪為「這是性騷擾！」。
臼井（聲：名取幸政）
熊出村的老人。原作漫畫中只是一位普通的村民。動畫第9集中以剛出院推輪椅和吊點滴的姿態登場，良夫說他年輕時曾想當電影導演，於是就毛遂自薦成為負責執導熊出村電視廣告宣傳片的首席監督。
今井 泰孝（聲：代永翼）
來自東京的少年。興趣是野宿在深山中且特技為野外生存，擁有吃昆蟲也都沒事的體格。
漫畫第9話初次登場，在百貨公司的電扶梯上幫助町，後來在第39到41話之間僅在町面前突然出現幾次後就不見身影，漫畫45話確定其本名。

### 村內的孩子
中原將太（聲：朝井彩加）
熊出村三位小孩其中之一。外表為頭戴棒球帽、穿外套與短褲的打扮。
由於某次犯錯而被町帶去村子為了懲罰壞孩子所選定的山洞中跟那津住一晚反省，但因為作法太過頭而當場昏倒。
小薰（聲：石上靜香）
熊出村三位小孩其中之一。除了町以外村內唯一的女孩子。非常討厭性騷擾。
澤石保（聲：三瓶由布子）
熊出村三位小孩其中之一。理平頭、臉上總是掛著一條鼻涕。漫畫67話確定其姓氏。

### 動畫原創人物
德山婆婆（聲：青木和代）
動畫第9集登場。為德山鐘錶眼鏡行的老闆娘與町子的祖母。
本名未知，在良夫為了要替村莊進行宣傳廣告計畫時願意出資給他，但交換條件為拍攝廣告時必須要為他的店面與客串演出的孫女町子做宣傳。
德山町子（聲：イノサコイノコ）
動畫第9集登場。德山鐘錶眼鏡行老闆娘的孫女。穿著如同鬼太郎系列的貓女風格服裝。

## 用語
熊出村（熊出村（くまでむら））
位於日本東北地區某處深山內的村莊（地利位置接近日本海），此處的村民信仰以熊為化身的山神。另外也是行政區域中與隔壁村庄合併後的「北島郡吉幾町」之一部分，使用過去的舊村行政事務所「吉幾町役場 熊出出張所」建築。
其村莊的地理位置小町形容為「手機電波到不了、火車不會來、人煙稀少的幾乎只有猴子、便利商店不會營業24小時、附近沒有其他店家也沒人來此開門營業、沒有柏油路與道路標誌甚至是路燈、村民們不友善且沒有任何活動、毫無地區振興的氣氛」的誇張程度，如同於秘境。另該村的建立可能與過去世居東北的阿依努人聚落有其關聯。
熊出神社（熊出神社（くまでじんじゃ））
祭祀熊井的神社。位置在比村莊還要更深入的山區。其架設在山谷上的對外橋梁從連載開始便已存在，漫畫單行本第6集時為第三代。
整體配置有神社主體沒有設置舞殿（神樂殿）、鳥居為紅大明神鳥居、有洗手台和置物櫃，是否有設置辦公所未知（故事中町的住家在良夫家的旁邊，而非住在神社建築內）。雖然有電力但對外橋梁為木橋無法運送瓦斯桶，因此無法使用瓦斯而是用木柴。
熊井一族的熊（クマ井の熊（クマいのくま））
在熊出村棲息的熊之一族。有語言能力且能理解人類語言。和熊出村的村民結下契約所以不會襲擊村民。根據村民的傳說：受山神委託使喚的熊於某日迷戀上稀有的女性後生育了人與熊的混血兒並衍生出其子孫。
而熊井一族被視為該村的最高機密，孩子們直到九歲才在教誨之下知道其存在，一旦對外洩漏該秘密將會以村八分作為懲罰。另有「壞小孩將會被熊吃掉」的教誨，而產生出做壞事的小孩將被關進與熊井一族代表所居的單人房（洞穴）一晚的傳統。
縣立雙葉高中（県立双葉高校（けんりつふたばこうこう））
小町希望能入學、位於城市內的高中，從熊出村開始出發上學需要兩小時。故事中首次出現在入學宣傳單上的封面圖，漫畫第36話小町在課程中作為其最終目的地但沒能抵達，後續在第37話中再次嘗試且終於成功抵達該學校。
該學校外型參考自福島縣立雙葉高中，動畫中學校名稱有變更為平假名書寫。
超級市場（スーパーマーケッツ）
靠近熊出村的地方超市，根據響所說他工作的小鋼珠店跟這間都在國道旁。同時也是小町經常光顧的超市，有時會販售小町喜歡吃的布丁。而小町也第一次挑戰在此打工，作為香菇商品試吃販售的地方。
道產子拉麵（ドサンコラーメン）
熊出村的拉麵店。漫畫第18話良夫與響光顧時老闆曾經提過「懷念的組合」這句話，過去身為熟客所以共用同一間店。
田村村（田村村（たむらむら））
在熊出村隔壁的村莊。在行政劃分上雖與熊出村合併，但從過去開始與熊出村關係相當差。由於這件事情而在這方面對熊出村出言諷刺，當村內舉辦小町的偶像出道公演之際村民們也對此抱怨，最後導致兩村雙方引起大亂鬥騷動，小町曾形容他們是「兩村都是半斤八兩」。
河童追趕祭（河童追い祭り）
漫畫第48話登場。熊出村的秘密祭典，主要以扮成河童的大人來抓小孩的活動，但實際上最主要的活動為烤番薯大會，雖然是夏季但以不同為由否定，另外還有出現過烤肉以及咖哩飯。同時有「不要在河邊亂跑、不要去扔石頭、不要對河童爆粗口」等規定。
另外從小町表示說「每年的『河童追趕』中，扮成河童的大人會根據自己的認真度來行動」的敘述中，難易度會有波動。

## 單行本
| 卷數 | Media Factory  | Media Factory          | 東立出版社    | 東立出版社             |
| 卷數 | 發售日期       | ISBN                   | 發售日期      | ISBN                   |
| ---- | -------------- | ---------------------- | ------------- | ---------------------- |
| 1    | 2013年10月23日 | ISBN 978-4-8401-5342-3 | 2016年2月17日 | ISBN 978-986-431-076-0 |
| 2    | 2014年5月23日  | ISBN 978-4-04-066562-7 | 2016年2月17日 | ISBN 978-986-431-077-7 |
| 3    | 2014年12月22日 | ISBN 978-4-04-067227-4 | 2016年7月18日 | ISBN 978-986-431-078-4 |
| 4    | 2015年5月23日  | ISBN 978-4-04-067524-4 | 2016年9月12日 | ISBN 978-986-431-758-5 |
| 5    | 2015年10月20日 | ISBN 978-4-04-067829-0 | 2017年7月26日 | ISBN 978-986-462-728-8 |
| 6    | 2016年3月23日  | ISBN 978-4-04-068230-3 | 2017年9月27日 | ISBN 978-986-470-255-8 |
| 7    | 2016年9月23日  | ISBN 978-4-04-068539-7 | 2018年1月22日 | ISBN 978-986-482-031-7 |
| 8    | 2017年3月23日  | ISBN 978-4-04-069114-5 | 2018年7月23日 | ISBN 978-986-486-260-3 |
| 9    | 2017年11月22日 | ISBN 978-4-04-069514-3 | 2019年3月11日 | ISBN 978-957-260-611-7 |
| 10   | 2018年6月23日  | ISBN 978-4-04-069893-9 |               |                        |
| 11   | 2018年12月21日 | ISBN 978-4-04-065349-5 |               |                        |
| 12   | 2019年6月22日  | ISBN 978-4-04-065774-5 |               |                        |
| 13   | 2019年12月23日 | ISBN 978-4-04-064210-9 |               |                        |
| 14   | 2020年6月23日  | ISBN 978-4-04-064683-1 |               |                        |
| 15   | 2020年12月23日 | ISBN 978-4-04-680051-0 |               |                        |
| 16   | 2021年6月23日  | ISBN 978-4-04-680482-2 |               |                        |
| 17   | 2022年1月21日  | ISBN 978-4-04-681045-8 |               |                        |
| 18   | 2022年9月22日  | ISBN 978-4-04-681798-3 |               |                        |
| 19   | 2023年6月22日  | ISBN 978-4-04-682522-3 |               |                        |
| 20   | 2024年1月23日  | ISBN 978-4-04-683200-9 |               |                        |

### 全彩四格漫畫集
- 《くまみこちゃん》 Media Factory、2016年3月22日發售、ISBN 978-4-04-068146-7。
- 《小小熊巫女》 東立出版、2017年8月16日發售、ISBN 978-986-470-826-0。

| 卷數  | 書名                  | Media Factory | Media Factory          |
| 卷數  | 書名                  | 發售日期      | ISBN                   |
| ----- | --------------------- | ------------- | ---------------------- |
| 全1冊 | 《熊巫女 官方短篇集》 | 2016年3月22日 | ISBN 978-4-04-068147-4 |

## 電視動畫
2015年10月9日發布改編為電視動畫的消息。於2016年4月3日由AT-X開始播放，TOKYO MX、SUN電視台、KBS京都、東日本放送、新潟放送、BS11也陸續開始播放。

### 製作人員
- 監督：松田清
- 劇本：、池谷雅夫
- 角色設計、總作畫監督：齊田博之
- 美術監督：森川篤
- 色彩設定：吉村智惠
- 攝影監督：鈴木麻予
- 編輯：定松剛
- 音響監督：田中一也
- 音樂：立山秋航
- 音樂製作：KADOKAWA
- 動畫製作：Kinema Citrus、EMT²
- 製作：「熊巫女」製作委員會

### 主題曲
片頭曲
作詞、作曲、編曲：Bonjour鈴木，主唱：花谷麻妃
片尾曲「KUMAMIKO DANCING」
作詞：坂井龍二，作曲、編曲：山崎真吾，主唱：雨宿町（日岡夏美）&熊井那津（安元洋貴）feat.熊出村的大家

### 各話列表
| 話數     | 日文標題 | 中文標題         | 劇本         | 分鏡     | 演出                                                   | 作畫監督                                                                | 原作話數    |
| -------- | -------- | ---------------- | ------------ | -------- | ------------------------------------------------------ | ----------------------------------------------------------------------- | ----------- |
| 第壹話   |          | 熊與少女離別之時 | ピエール杉浦 | 松田清   | 松田清                                                 | 伊藤晉之、松尾亞希子                                                    | 2、1        |
| 第貳話   |          | 險惡之路         | 池谷雅夫     | 松田清   | 所俊克                                                 | 鈴木理彩                                                                | 4、5        |
| 第參話   |          | 守護傳統的人     | 池谷雅夫     | 入江泰浩 |                                                        | 武藤京子、保村成                                                        | 3、6        |
| 第肆話   |          | 村子的寶物       |              | 小島正幸 | 古賀一臣                                               | 伊藤真理子、谷津美彌子                                                  | 11、12      |
| 第伍話   |          | 表裡不一         | 飯野慎也     | 飯野慎也 | 伊藤晉之、松尾亞希子                                   | 13、14                                                                  |             |
| 第陸話   |          | 先驅之村         | 入江泰浩     | 前屋俊廣 | 德川惠梨、桑島望 永井泰平、安齋佳惠 那須野文、清水惠藏 | 9、10                                                                   |             |
| 第柒話   |          | 傳道             | 池谷雅夫     | 松田清   | 所俊克                                                 | 金田榮二、鎌田均 錦見樂、佐藤綾子 土生良介、白川茉莉 北村淳一、杉山友美 | 7、8        |
| 第捌話   |          | ON THE FLOOR     |              | 入江泰浩 | 博史池畠                                               | 伊藤晉之、松尾亞希子                                                    | 15、16      |
| 第玖話   |          | 拍廣告           | 小島正幸     | 北村淳一 | 馬場龍一、大川美穗子                                   | 原創                                                                    |             |
| 第拾話   |          | 這就是偶像嗎！？ | 池谷雅夫     | 飯野慎也 | 飯野慎也                                               | 伊藤晉之、松尾亞希子                                                    | 19、17      |
| 第拾壹話 |          | 往都市GO？       | 池谷雅夫     | 小島正幸 | 松井仁之                                               | Lee Duk Ho、佐藤綾子 鎌田均                                             | 18 部分原創 |
| 第拾貳話 |          | 決斷             |              | 松田清   | 松田清                                                 | 伊藤晉之、松尾亞希子 齊田博之、角田桂一 伊藤雅子                        | 18 部分原創 |
| OVA壹    |          | 初雪之日         | 池谷雅夫     | 小島正幸 | 松田清                                                 | 松尾亞希子                                                              | 原創        |
| OVA貳    |          | 小那、衝擊性出道 |              | 松田清   | 松田清                                                 | 伊藤晉之 松尾亞希子 石川健朝                                            | 25          |

### BD與DVD
| 卷數 | 發售日期      | 收錄話數       | 規格編號   | 規格編號   |
| 卷數 | 發售日期      | 收錄話數       | BD         | DVD        |
| ---- | ------------- | -------------- | ---------- | ---------- |
| 1    | 2016年6月24日 | 第1話 ~ 第6話  | ZMAZ-10681 | ZMSZ-10691 |
| 2    | 2016年8月24日 | 第7話 - 第12話 | ZMAZ-10682 | ZMSZ-10692 |

## 迴響

### 評價
- 動畫初期以輕鬆歡樂，且搞笑幽默的劇情內容，獲得大量觀眾好評;但動畫結尾卻改走致鬱悲慘的風格，讓觀眾都感到不滿，紛紛給予負評，評價瞬間從佳作跌落至爛作之流。日本動畫指標網站niconico結尾前幾集都有90%以上好評率，動畫最後一集掉至16%好評率，且不滿意高達50%。[10]
- 該作品的動畫採用誇張的表現手法突顯町怕生的性格，使動畫受到了正反兩極的評價。[11]動畫以漫畫第18话的情节作为結局，町看上去淪為廢人，更引發批評。
- 原作作者吉元升目認為，動畫最后一集中良夫的發言太過分[12][13]。
- 动画制作委员会声明，动画制作获得了原作所属《月刊Comic Flapper（日语：コミックフラッパー）》编辑部的许可[14][15]。《月刊Comic Flapper》是KADOKAWA旗下品牌公司Media Factory创办的漫画杂志，而KADOKAWA则作为负责发行和音乐制作的公司在本片制作委员会中名列第一位，Media Factory山下慎平和《月刊Comic Flapper》副总编武本健太郎都是本片的制片人。
- 对于动画最后两集将原作中町的梦境改编为“町在现实中前往仙台并陷入恐慌”、“那津飞奔到仙台”、“炒热气氛后结束”的情节，吉元后来承认自己参加过剧本会议并提出了上述改动建议[16][15]。
- 獵奇漫畫家氏賀Y太（日语：氏賀Y太）認為，動畫結局令人愉快(太過獵奇黑暗)[17][18]。
- 甚至因為以上事件，導致BD大幅修改結局內容，且售價崩盤。亞馬遜被負評轟炸，僅有2.7星評分。[19]

## 外部連結
- 熊巫女原作特設網站 （页面存档备份，存于）（日語）
- 電視動畫《熊巫女》官方網站 （页面存档备份，存于）（日語）
- 電視動畫《熊巫女》官方帳戶的X（前Twitter）（日語）